# Monument to the Unknown Artist

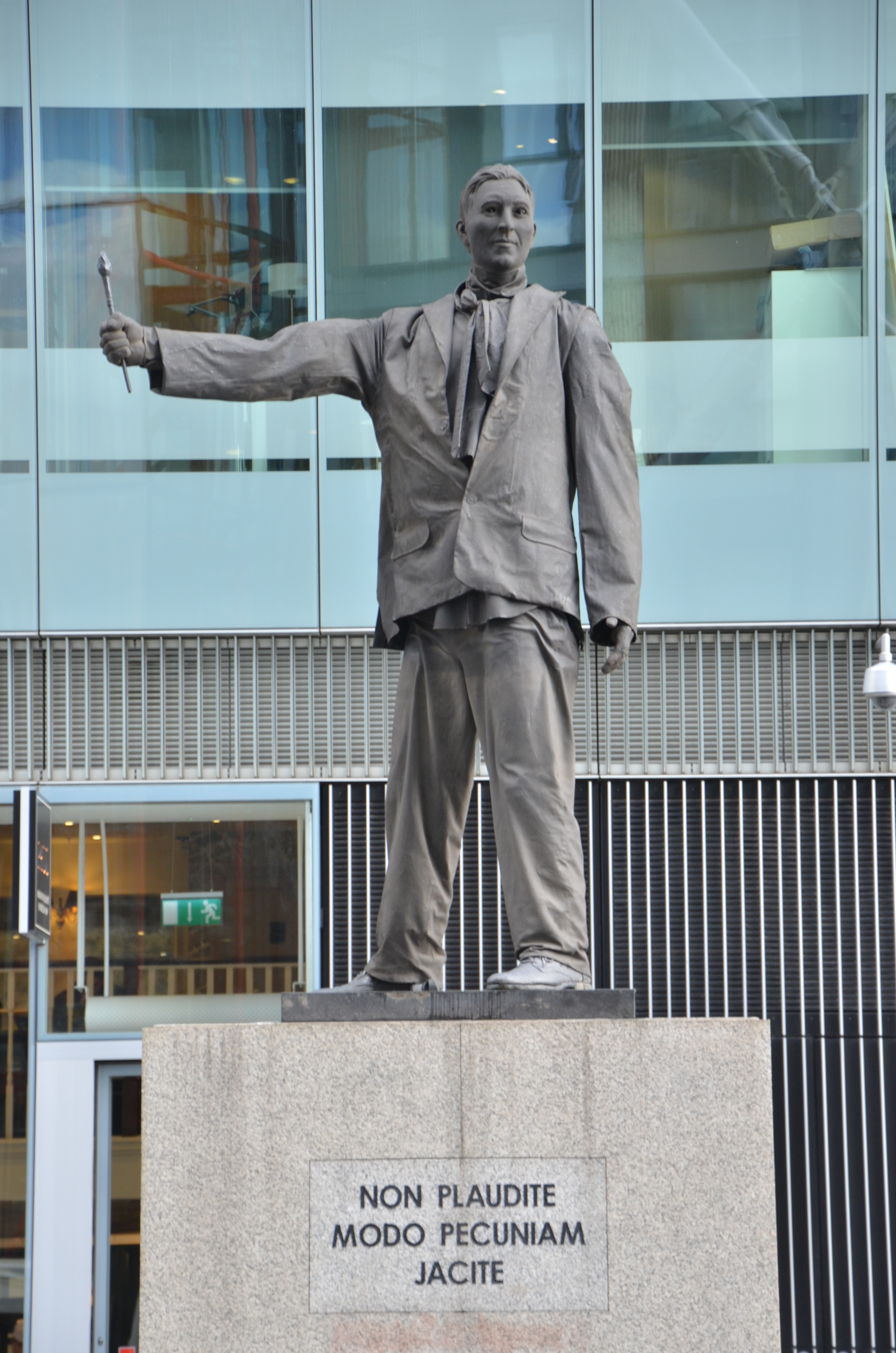
Monument to the Unknown Artist i utgångsposition

Monument to the Unknown Artist är en permanent installation på Holland Street på Bankside i London.
Monument to the Unknown Artist ser ut som en konventionell bronsstaty av en medelålders kostymklädd man på ett högt fundament av sten, men är autonomt rörlig och strävar efter att med hjälp av sensorer och robotmotorer ställa in sin pose efter någon omgivande betraktares kroppsställning. Konstverket är därmed ett exempel på interaktiv konst, och alluderar samtidigt till de gatuartister som uppträder som levande statyer.
Monument to the Unknown Artist restes 2007 av det av Andrew Shoben (född 1971) år 1993 grundade Londonbaserade konstnärskollektivet Greyworld. Skulpturen är beställd av fastighetsägaren Land Securities och Southwark Council och är placerad utanför Blue Fin House på trottoaren på Holland Street utmed gångstråket mellan Tate Modern och museets närmaste tunnelbanestation Southwark. Mittemot ligger NeoBankment, en grupp nyuppförda bostadshus med lägenheter av lyxkaraktär.
Skulpturen är sex meter hög och står på ett fundament med inskriptionen Non plaudite modo pecuniam jacite" ("Applådera inte, utan skänk bara pengar").